# 魔法少女奈葉 INNOCENT
《魔法少女奈葉INNOCENT》是魔法少女奈葉系列的一部分，與《魔法戰記奈葉Force》及《魔法少女奈葉ViVid》一樣均為日本漫畫。原作為都築真紀，作画為川上修一，2012年9月號起在《月刊CompAce》上連載。
《魔法少女奈葉INNOCENT》手机游戏于2013年3月31日运行，并于2018年1月12日停止运行。

## 概要
與以往魔法少女奈葉系列的其它作品不同，本次故事與原作不同的平行世界，地區城市的研究者開發出了前所未見的全新體感模擬遊戲「Brave Duel」（在此簡稱BD），襲捲了全世界。私立海聖小學四年級的小學生高町奈葉，與好友亞麗沙·巴寧斯及月村鈴香一同踏入了這個遊戲，開始了與過往系列不同的冒險故事。

## 登場角色
注意：下列:配音員是廣播劇:配音員。

### 模型屋T&H
高町 奈葉
配音員：田村由香里
使用法器：旭日之心、神聖之心
屬性：神聖
本作女主角之一，第一主角，私立海聖小學四年一班，在苦惱時會說話出現「的說」的尾音，與亞麗沙及鈴香在艾莉希亞的勸誘下一起進入了BD的遊戲世界。
在BD測試中薇塔發生戰鬥時被及時趕到的菲特所救，兩人便成為了好友。
家中跟原作一樣有道場，所以有基本的武術底子，可以輕鬆的用湯匙在紙杯上瞬間刺出個大洞和把飄在半空樹葉砍成兩半。
菲特·泰斯塔羅沙
配音員：水樹奈奈
使用法器：雷光戰斧、雷光戰斧II
屬性：雷電
本作女主角之一。
普蕾希亞的次女，遊戲測試排行為全國第二名，與奈葉相遇後的第二天轉入私立海聖小學四年一班。
個性比起身為姊姊且較為活潑的艾莉希亞來的穩重及文靜，很喜歡艾莉希亞。
艾莉希亞·泰斯塔羅沙
配音員：水樹奈奈
使用法器：幸運星
普蕾希亞的長女，私立海聖小學六年級，個性活潑，是將奈葉等人帶領進模型屋T&H和BD的關鍵人，目前是模型屋T&H的看板娘，會用菲特以前寫過的作文來逗弄菲特。
雖然已經小學六年級，但身高卻比四年級的奈葉等人矮上一個頭，本人很在意這點。
亞麗沙·巴寧斯
配音員：钉宫理惠
使用法器：火焰之眼
本作女主角之一。
奈葉的好友之一，在艾莉希亞的勸誘下進入BD遊戲的其中一人，雖然很聰明，但始終認為人類不可能在空中飛。
月村 鈴香
配音員：清水爱
使用法器：白雪
本作女主角之一。
奈葉的好友之一，在艾莉希亞的勸誘下進入BD遊戲的其中一人，在柔弱的外表下卻有著相當驚人的運動神經。
琳蒂·哈洛溫
配音員：久川绫
使用法器：次元戰艦阿斯拉
模型屋T&H的經營者之一，主要負責店舖經營，與普蕾希亞為親戚兼好友，但大多數還是負責將溺愛女兒成癡的普蕾希亞拖回工作岡位。
與原作不同是丈夫還活著，目前與普蕾希亞的丈夫一起出差工作中。
普蕾希亞·泰斯塔羅莎
配音員：五十岚丽
模型屋T&H的經營者之一，主要負責經營管理和接客，與琳蒂為親戚兼好友，常常為了女兒擅自離開崗位，是名嚴重溺愛女兒的傻大媽。
丈夫還活著，目前與琳蒂的丈夫一起出差工作中。
艾蜜・里米艾塔
配音員：松冈由贵
模型屋T&H的店員之一，負責BD比賽的實況與機械操作。
克羅諾·哈洛溫
琳蒂的獨子，天央中學的二年級學生，菲特和艾莉希亞接呼他為哥哥。
莉妮絲·蘭斯特
配音員：浅野真澄
模型屋T&H的店員之一，菲特与艾莉希亞的监护人。
与原作不同的是，追加了为緹亞娜·蘭斯特的姊姊的设定。
莉妮絲二世
泰斯塔羅莎家和哈洛溫家所養的寵物貓。
艾爾芙
泰斯塔羅莎家和哈洛溫家所養的寵物狗，與原作一樣會變人型。
尤諾
高町家養的寵物雪貂，會說話，進入BD時會變成原作的人型。

### 舊書店-八神堂
八神薇塔
配音員：真田麻美
使用法器：審判之錘
本作主角之一，八神家年紀最小的成員，就讀睦月小學三年二班，遊戲測試排行為全國第六名。
與原作不同的是喜歡騎腳踏車，原作中喜愛打槌球的興趣在本作中並不存在。
八神疾風
配音員：植田佳奈
使用法器：夜天之書、天劍十字
八神堂的店長，是名跳級多次並大學畢業的天才，因為住過關西一段時間，所以說話帶有關西腔。
與原作不同的是雙腳正常，目前與薇塔等人共組四人家庭。
八神席格娜
配音員：清水香里
使用法器：烈焰魔劍
八神堂的店員，體育大學的學生，也有在附近的道場當師範代。
因為席格娜所教導的道場也有不少警察，所以偶而也會幫忙警察的交通指導。
八神夏瑪爾
配音員：柚木凉香
使用法器：神聖清風
八神堂的店員，海鳴醫大的醫學院學生。
在本作時的料理能力依舊非常差，但營養價值非常高，具薇塔所言，在身體不舒服時吃了會非常有精神。
八神琳芙斯‧艾茵斯
配音員：小林沙苗
八神堂店員，晚上在夜校學習建築學，是本作唯一一個負責在後方作為支援的玩家，但實際上有很強的近戰能力。
大多稱呼疾風吾主，疾風對此也相當困擾。
夜天的魔導書
僅在外番篇中登場
和第二部劇場版一樣有著自我意識並會自行漂浮，曾用此能力扮成幽靈把薇塔嚇得魂飛魄散
札斐拉
配音員：一条和矢
八神家的寵物狗，會說話，進入BD時會變成原作的人型。

### 葛蘭茲研究所
葛蘭茲·弗洛利安 (A'S GOD)
配音員：浜田賢二

阿米蒂埃·弗洛利安(A'S GOD)
配音員：户松遥

琦莉耶·弗洛利安 (A'S GOD)
配音員：佐藤聡美

修緹露·斯達庫斯
配音員：田村由香里

萊維·拉賽爾
配音員：水樹奈奈

狄亞琪·K·庫羅迪亞
配音員：植田佳奈

尤莉·艾貝爾梵茵
配音員：阿澄佳奈

### 斯卡利艾迪研究所
杰尔·斯卡利艾迪
瘋狂科學家，葛蘭茲博士的熟人，雖然入侵過葛蘭茲研究所的DB系統，但本人卻是個好人。
現時住在中島家旁邊。十分害怕自己的妹妹桂特。
一架·斯卡利艾迪
斯卡利艾迪家長女
二乃·斯卡利艾迪
斯卡利艾迪家次女
三月·斯卡利艾迪
斯卡利艾迪家三女
四菜·斯卡利艾迪
斯卡利艾迪家四女
七緒·斯卡利艾迪
斯卡利艾迪家五女
赛特·斯卡利艾迪
斯卡利艾迪家六女

### 未来世界和原作世界
高町薇薇欧
未来世界的Brave Duel玩家，奈叶的女儿，圣希尔德学院初等科4年级学生，因为斯卡利艾迪的研究所失控系统，她和艾茵哈特被回到过去。杰尔·斯卡利艾迪叫她和艾茵哈特走去八神堂来收集资料。
艾茵哈特·斯崔特斯
未来世界的Brave Duel玩家，薇薇欧的好朋友，圣希尔德学院中等科一年级学生，因为斯卡利艾迪的研究所失控系统，她和薇薇欧被回到过去。杰尔·斯卡利艾迪叫她和薇薇欧走去八神堂来收集资料。
珂罗娜·缇米尔
未来世界的Brave Duel玩家，薇薇欧和艾茵哈特的好朋友。
莉奥·维斯利
未来世界的Brave Duel玩家，薇薇欧和艾茵哈特的好朋友。
高町奈叶
原作版的奈叶，年龄22岁。
菲特·T·哈洛温
原作版的菲特，年龄22岁。
诺威・中岛
原作版的诺威，年龄17岁。
缪拉·芮那尔蒂

齐格琳德・耶利米

维多利亚・达尔格林

哈利・翠贝卡

米嘉亚・舍韦勒

艾尔斯・塔斯明

西比亚·克罗杰古

露缇希雅·阿尔菲诺

### 其他
中島昴
漫畫版第二部主角，中島家四女
緹亞娜·蘭斯特
中島昴的同學
中島銀河
中島昴的姐姐，中島家長女
中島琴柯
中島昴的姐姐，中島家次女
中島迪艾琦
中島昴的姐姐，中島家三女
中島桂特
中島昴的媽媽
與原作不同的是，追加了為傑爾·斯卡利艾迪的妹妹的設定。
白斗若叶
修缇露的同班同学，同时也是修缇露的好朋友。
白斗木叶
若叶的妹妹

## 與歷代作品的相異處
- 歷代非戰鬥的角色，如亞麗沙·巴寧斯、月村鈴香及艾莉希亞等人本次在遊戲中成為魔導師，可以使用卡片及遊戲程式建置的魔法來進行遊戲。
- 本作的魔法是使用程式來模擬實現，高町奈葉等人從系列作品中的魔導師更改為普通人，而包含守護騎士（除了札斐拉之外）与序印者在內的魔導師們也改為一般的居民，且年齡也與歷代作品設定稍有不同。
- 法器的語言為日語，而不是歷代作品的英語或德語。
- 天使之翼並沒有像原作一樣消逝，而八神家的構成不明。
- 可以使用其他玩家的法器和技能卡片，也可以換上其他玩家的裝扮。

## 登場法器
本次法器只能在BD中使用
奈葉持有
旭日之心
魔杖外貌的炮擊型法器，正式名稱為「RH-01」、被奈葉賦予現有的名子。
雖然外貌與第二部劇場版的烈日之心相同，但在本作仍用此名稱。
神聖之心（克莉絲）
外貌為兔子布偶的近戰用輔助型法器，奈葉稱呼它為「來自未來的朋友」。原作的持有人為奈葉的養女薇薇鷗。
菲特持有
雷光戰斧
外貌為鐮刀的法器，可因應狀況切換模式來應付近距離攻擊。
雷光戰斧II
外貌為双刀，与雷光戰斧一样可因應狀況切換模式來應付近距離攻擊。原作为Force中第5代法器升级的雷光戰斧。
亞麗沙所持有
火焰之眼
本作新登場的武器，由亞麗沙所使用，外型是槍和劍的混合體，屬性為火。
鈴香持有
白雪
本作新登場的武器，由鈴香所使用，外型是手套，屬性為冰。
艾莉希亞持有
フォーチュンドロップ
本作新登場的武器。
薇塔所持有
審判之槌
造型與第二部劇場版相同。
疾风所持有
夜天之书
造型與第二部劇場版相同。
天剑十字
直剑型的武器。
修緹露持有
晨曦之星
魔杖外貌的炮擊型法器，屬性為火。
與旭日之心為同類型的武器，造型也類似第二部劇場版的烈日之心。
阿斯提翁
外貌為雪豹布偶(但外表偏向貓)的輔助型法器，有著相當優秀的回復與防禦機能。原作的持有人為ViVid出場的艾茵哈特。
萊維持有
佩龍戰斧
與雷光戰斧類似的法器，除了其差別在於顏色不同性能相同，造型也類似第二部劇場版。
魔导规“996”
來自未來的武器，其能力为“魔导杀”，能把所有的魔法攻击都无效化。原作的持有人為Force的男主角托玛·阿凡尼尔。
银十字之书
跟魔导规“996”一样也是來自未來的武器，跟紫天之書的外表很像。原作的持有人為Force的女主角莉莉·修特罗杰克。
狄亞琪持有
紫天之書
與夜天之書類似的記憶型法器。
エルシニアクロイツ
與夜天之書的施法媒介，造型類似天劍十字。

## 專有用語
Brave Duel(BD)
模型屋T&H
舊書店-八神堂
葛蘭茲研究所
斯卡利艾迪研究所

## 漫畫
由川上修一作畫的漫画于2012年9月號开始在ASCII Media Works的杂志《月刊Comic電擊大王》上连载，漫画的标题也为《魔法少女リリカルなのはINNOCENT 》。漫画于2013年8月15日至10月26日发售兩本单行本，並持續連載中。
| 卷号   | 发售日期       | ISBN                   |
| ------ | -------------- | ---------------------- |
| 第一卷 | 2013年5月24日  | ISBN 978-4-04-120706-2 |
| 第二卷 | 2013年10月26日 | ISBN 978-4-04-120884-7 |
| 第三卷 | 2014年4月26日  | ISBN 978-4-04-121101-4 |
| 第四卷 | 2015年2月26日  | ISBN 978-4-04-102556-7 |
| 第五卷 | 2015年7月26日  | ISBN 978-4-04-103452-1 |
| 第六卷 | 2016年3月26日  |                        |

## CD
魔法少女奈叶INNOCENT Sound Stage 01
2015年8月而在漫画市场88卖召开。一般销售十月下旬。

## 外部連結
- 《魔法少女奈葉INNOCENT》官方首頁 （页面存档备份，存于）（日語）